# Тайожно-Александровка
Тайо́жно-Алекса́ндровка (рос. Таёжно-Александровка) — селище у складі Маріїнського округу Кемеровської області, Росія.

## Населення
Населення — 40 осіб (2010; 73 у 2002).
Національний склад (станом на 2002 рік):
- росіяни — 96 %